# Józef Hornowski (1773−1817)
Józef Hornowski (ur. 24 czerwca 1773 w Łomazach, zm. 18 maja 1817 w Pułtusku) − oficer Księstwa Warszawskiego, generał brygady Królestwa Polskiego.

## Życiorys
Uczestnik wojny polsko-rosyjskiej w 1792 r. i powstania kościuszkowskiego w 1794 r. Przez blisko 3 lata był na zesłaniu na Syberii. Od 1798 r. był w Legionach Polskich we Włoszech. Odznaczony Krzyżem Legii Honorowej.
Następnie w 1807 r. przeszedł do Armii Księstwa Warszawskiego. Był uczestnikiem kampanii w latach 1807, 1809 i 1812.
Za walki w 1807 r. został odznaczony Krzyżem Kawalerskim Orderu Virtuti Militari, a w 1808 r. awansowany do stopnia majora.
Został wsławiony bohaterską obroną Pragi w 1809 r. Za jej obronę awansował z majora na pułkownika.
Po wycofaniu się wojsk austriackich z Warszawy, mieszkańcy stolicy gorąco powitali bohaterskiego komendanta twierdzy Pragi, a załoga pruska wyraziła szacunek i podziw majorowi Hornowskiemu, który wykazał cechy „znakomitego patrioty, obywatela gotowego zawsze przelać krew do ostatniej kropli za ukochaną ziemię naszą”.
Później dowódca 17 Pułk Piechoty Księstwa Warszawskiego w 17 Dywizji Jana Henryka Dąbrowskiego w wyprawie na Moskwę w 1812 r., wyróżnił się m.in. w bitwie pod Bobrujskiem, ranny pod Stachowem w czasie bitwy nad Berezyną. W latach 1813−1814 przebywał w niewoli rosyjskiej.
Później w wojsku Królestwa Polskiego w 1816 r. został awansowany na generała i dowódcę brygady.
Jego imieniem nazwana została ulica w Pułtusku.